# コクヌストモドキ
コクヌストモドキ（擬穀盗、Tribolium castaneum）は、ゴミムシダマシ科の甲虫である。世界中で穀物等の貯蔵食物にとっての害虫であり、動物行動学及び食品安全研究のモデル生物である。

## 形態
体長3 - 4ミリメートル、全体に赤褐色で、光沢は少ない。頭部には点刻が密布しており、その両側は眼の前で左右に少し広がり、眼の前半を上下に分ける。触角は先端から3節が横長になっている。前胸部背面では両側には点刻が多く、皺があるように見え、中央では少ない。
幼虫の体長は6 - 7ミリメートルで淡黄色。腹部の末端に黄褐色の突起が2本ある。
この種は、近縁種のヒラタコクヌストモドキと非常によく似ているが、それぞれの触角の末端に3つの棒状の構造が付いている点が異なる。

## 生態等
コクヌストモドキは、インド-オーストラリア起源で、野外ではヒラタコクヌストモドキと比べて長く生きられない。両種とも温暖環境では世界中に分布するが、本種はより南に分布する。成虫は長命で、3年以上生きることもある。かつては比較的定住性の昆虫であると考えられていたが、分子生物学的、生態学的研究により、飛翔によってかなりの距離移動することが明らかとなった。
年に2 - 3回発生し、卵から成虫になるまでには27℃の環境で約50日かかる。メスは一生の内に約330個の卵を産卵する。幼虫は高温選好性で、乾燥にも強い。気温の高くなる春に活動を開始し、秋季まで繁殖し、冬季には成虫のまま越冬する。
コクヌストモドキは、小麦、シリアル、パスタ、ビスケット、豆、ナッツ、砕米、糠等の貯蔵された穀粉を好み、損傷を与える。コメなどの穀類をコクゾウムシなどが加害し、穀粉が溜まった場所に二次的に発生する場合もある。寒さや炭酸ガス、外部からの接触刺激に反応して発癌性のあるキノンを分泌する習性があり、食害や食品に異物として混入する他にも、食品のキノン汚染による被害の例が極めて多い。また、本種は縮小条虫の中間宿主であり、本種の消化器から放出された六鈎幼虫を経口摂取すると腹痛や不眠などの健康被害を受ける。